# تنگک زنگنه
تنگک زنگنه (تنگک سوم) از محلات جنوبی استان بوشهر که در فاصله ۱۵ کیلومتری از شهرستان بوشهر قرار دارد. جمعیت این محله بر پایه آمار سرشماری سال ۱۳۹۰ برابر با ۵۳۲ نفر است. زبان اهالی این محله فارسی با گویش بوشهری به همراه اصطلاحات محلی تنگک می‌باشد..

از سمت شمال به تنگک محمد جعفری (تنگک دوم) و از سمت جنوب همجوار با منطقه نیروگاه است. از سمت شرق به امامزاده عبدالمهیمن و از سمت غرب با فاصله چند کیلومتری با مشیله (گندآب) همجوار است.
در گذشته به این منطقه تنگک یا تنجک می‌گفته‌اند که هم‌اکنون بجهت سهولت بیان به تنگک معروف است.

## پیشینه
محله تنگک زنگنه به همراه دو محله دیگر (تنگک غریب (تنگک اول) و تنگک محمد جعفری (تنگک دوم) بر روی سه تپه بسیار بلند در امتداد هم قرار گرفته بودند و حدفاصل بین سه تنگک دشت‌های سرسبز و حاصلخیزی وجود داشت. هر سه روستا قطب کشاورزی مهمی برای مردم شهر بوشهر به‌شمار می‌آمدند.

کشاورزی و گله داری از شغل عمده مردم این سه محل بوده و خانواده‌های کشاورز این منطقه نه تنها از نظر مایحتاج روزانه خودکفا بودند، بلکه تولیدات خود را به شهر برده و عرضه می‌کردند.

زمین‌های کشاورزی این منطقه از حاصلخیزترین زمین‌های شهر بوشهر به‌شمار می‌رفته که علاوه بر کاشت گندم، سبزیجات و صیفی جات، گیاهان دارویی نیز به صورت خودرو در دامنه تپه‌ها و تل‌های آن سبز می‌شد و در فصل زمستان یکی از زیباترین مناظر شهر بوشهر را بوجود می‌آورد.

## شرح منطقه
منطقه تنگک پوشیده از انواع درختان بیابانی و نیمه بیابانی و بوته‌های گیاهی می‌باشد. دشت صاف و هموار و در پاره ای مناطق تپه و دره به چشم می‌خورد.
در نبردهای تاریخی با نیروهای انگلیسی، منطقه تنگک از نظر موقعیتی مکانی مناسب برای غافلگیری نیروهای مهاجم بوده، کوه کزی و کوه صندوقی و… از جمله مناطقی از تنگک زنگنه هستند که در برخورد نیروهای دلیران تنگستان با نیروهای انگلیسی و هندی مکانی مناسب از نظر موقعیت نظامی و سوق الجیشی بوده‌اند.

## اماکن متبرکه
قدمگاه امام محمد باقر ع - قدمگاه امام رضا ع

## مدارس
مدرسه شهید حسین خدادادی - مدرسه شهید آیت تنگگ غریب

## محصولات کشاورزان
خرما، انار، لیموترش، لیمو شیرین، نارنج، سپستان و گندم، جو، عدس، باقلا، ماش، خیار، خیار چنبر، هندوانه، طالبی، گوجه فرنگی.
نعناع، ریحان، کاهو، پیاز، سیر، سیب زمینی و چغندر، شلغم، بادمجان، کدو، بامیا.
خاک شیر، اسپند، تخم شربتی، گل بالنگ، گل پلنگو، مرمرشک و خلیلوک، کاسنی، گل ماشداری، گل بابونه، شاتره، الپه، گل زرد، پنیرک، خار اشتر، باقلا موشی، علف زار بریمی، میل.

## درختان
نخل، سدر، گز، سپستان، درخت فرنگی، خرگ و گل ابریشم، لوز، موز، انار.

## حیوانات
گرگ، کفتار، گراز، روباه، راسو، گربه وحشی و موش صحرایی، سگ توره، خارپشت.

## حشرات
مار، عقرب، رطیل، مارمولک، زنبور، سنجاقک و قاصدک.

## پرندگان
کبوتر چاهی، کوکو، کاکا عیسی، بلبل، گنجشک، کلاغ، مرغ، خروس، سبز قبا، هد هد، دادک سلیمان، پرستو، خفاش، بلدرچین، چغد، چرخ، بحری، عقاب، پیدم، خردل، هفت رنگ، سختوک.

## حیوانات اهلی
گاو، اسب، الاغ، گوسفند، بز، قاطر، سگ، گربه، مرغ، خروس، کبوتر.

## ابزار آلات کشاورزان
داس، پرونگ، کپیر، اکوه، گونی، اشکنه، برداله، زنبیل، بیل، دوزه، تک، تاپو، بل، مشتو، چخ، دکو، بند باغ.

## چاه‌های آب
چاه هندی، چاه مسجدی.

## انواع درختان خرما
سهمرون، خضراوی، زینی، قصب، دیری، گنتار، کباب، کبچاب، سیس، شکر، سوزنی، لشت، غلامحسینی، اسماعیلی، مکتیو، حلو، خارو، مرسو، ابراهیمی، بریمی، سرخو، اسّک، قصب، شی خالی.